# Foyil (Oklahoma)
Foyil es un pueblo ubicado en el condado de Rogers en el estado estadounidense de Oklahoma. En el año 2010 tenía una población de 344 habitantes y una densidad poblacional de 382,22 personas por km².

## Geografía
Foyil se encuentra ubicado en las coordenadas 36°26′2″N 95°31′15″O / 36.43389, -95.52083 (36.433792, -95.520707).

## Demografía
Según la Oficina del Censo en 2000 los ingresos medios por hogar en la localidad eran de $23,125 y los ingresos medios por familia eran $28,500. Los hombres tenían unos ingresos medios de $27,083 frente a los $24,107 para las mujeres. La renta per cápita para la localidad era de $11,260. Alrededor del 33.7% de la población estaban por debajo del umbral de pobreza.